# TxK
A TxK tube shooter, melyet a Llamasoft fejlesztett és Jeff Minter tervezett. A játék 2014. február 11-én jelent meg Észak-Amerikában, míg Európában 2014. február 12-én, kizárólag PlayStation Vita kézikonzolra. A játék a tervek szerint később Microsoft Windows, PlayStation 4 és Android platformokra is megjelent volna, azonban a TxK és a Tempest 2000 közötti hasonlóságok miatt az Atari jogi fenyegetéseket tett a Llamasoft ellen, ezzel megakadályozva a további átiratok megjelenését.
A TxK „tube shooter”, mely a klasszikus Tempest című játéktermi játékon alapul. A TxK különböző felszedhető erőnövelőkkel bővíti ki az eredeti játékmenetét, azonban lehetőség van erőnövelők nélküli játékra is.

## Fogadtatás
A játék megjelenésekor pozitív kritikai fogadtatásban részesült, a Metacritic gyűjtőoldalon 84/100-as átlagpontszámon áll.
Az IGN cikkírója „időnként nyomasztónak” találta a játék frissített művészi stílusát, azonban méltányolta „a megnyerő zenei anyagot és az engedékeny mentési rendszert”. Összegzésül megjegyezte, hogy „egyszerűen nem tudom letenni [a játékot]”. A játékról a brit Edge szaklap is elismerően vélekedett, ahol kiemelték a „csodálatosan kristálytiszta” képi világát. Összegzésül megjegyezték, hogy „Dinamikus, izgalmas és teljesen felélénkítő, a TxK nem csak az egyik legjobb játék a Vitán, de az is meglehet, hogy az egyik legjobb amit Minter valaha készített.”

## Jogi problémák
2015. március 18-án Minter közzétette, hogy az Atari név és márka tulajdonosai jogi fenyegetéseket tettek és jogsértés abbahagyására irányuló meghagyást indítottak a játék ellen a Tempest 2000 közötti hasonlóságok miatt, ezzel megakadályozva a játék megjelenését Microsoft Windows, PlayStation 4 és Android platformokra.